# دومينيكو فونتانا (رسام)
دومينيكو فونتانا (بالإنجليزية: Domenico Fontana)‏ (و. 1543 – 1607 م) هو مهندس معماري، ورسام، ونحات، ومخطط حضري، توفي في نابولي، عن عمر يناهز 64 عاماً.

## مناصب
تولى منصب الكاردينال.

## أعمال بارزة
من أهم أعماله:
- كنيسة سان لويجي دي فرانثيس.

## جوائز
حصل على جوائز منها:
- نيشان المهماز الذهبي [الإنجليزية]‏.

## روابط خارجية
- دومينيكو فونتانا على موقع الموسوعة البريطانية (الإنجليزية)